# Takao Doi
Takao Doi (土井隆雄, Doi Takao, Tóquio, 18 de setembro de 1954) é um astronauta japonês, veterano de duas missões no espaço no programa do ônibus espacial da NASA.
Doutor em engenharia aeroespacial pela Universidade de Tóquio, com estudos e publicações no campo de sistemas de propulsão e de tecnologia em microgravidade, ele trabalhou no programa de vôos tripulados do Japão enquanto pesquisador no Centro de Pesquisa Lewis, da NASA, nos Estados Unidos e na Universidade do Colorado.
Aprovado como astronauta pela NASA após o curso de treinamento em 1985, foi ao espaço pela primeira vez em 1997 como especialista de missão na STS-87 da nave Columbia, quando se tornou o primeiro japonês a fazer uma caminhada no espaço.
Em março de 2008 ele visitou a Estação Espacial Internacional como membro da tripulação da missão STS-123 da nave Endeavour, durante a qual a equipe de astronautas integrou o primeiro módulo do laboratório japonês Kibo à estrutura da ISS.